# Округ Ланглејд (Висконсин)
Ланглејд (енгл. Langlade County) је округ у америчкој савезној држави Висконсин.

## Демографија
По попису из 2010. године број становника је 19.977, што је 763 (-3,7%) становника мање него 2000. године.
| Група             | 2000.          | 2010.          |
| Белци             | 20.193 (97,4%) | 19.109 (95,7%) |
| Афроамериканци    | 31 (0,1%)      | 72 (0,4%)      |
| Азијати           | 57 (0,3%)      | 62 (0,3%)      |
| Хиспаноамериканци | 171 (0,8%)     | 324 (1,6%)     |
| Укупно            | 20.740         | 19.977         |